# 心嚢水

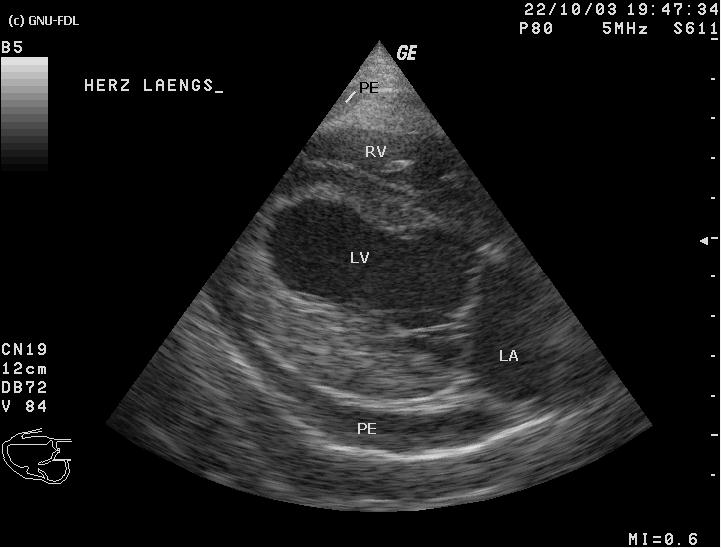
イヌの心臓超音波画像、過剰な心嚢液 (PE) を認める。LV - 左心室、 RV - 右心室、LA - 左心房

心嚢水（しんのうすい）とは、心臓のまわりをとりかこむ袋である心嚢と心臓の間に貯留する液体。心嚢液（しんのうえき）とも呼ばれる。ヒトの場合10 - 50mL程度の心嚢水は生理的に存在するが、後述の要因により心嚢水が心嚢内に異常に貯留した状態は心嚢液貯留（心嚢水貯留、英: Pericardial effusion）と呼ばれ、心タンポナーデの原因となるなど臨床上問題となる。

## 心嚢液貯留の原因となる疾患や病態
- 感染性疾患（ウイルスなど）
- 鬱血性心不全
- 腎不全
- 癌性心膜炎